# Acropora selago
Acropora selago är en korallart som först beskrevs av Studer 1878.  Acropora selago ingår i släktet Acropora och familjen Acroporidae. IUCN kategoriserar arten globalt som nära hotad. Inga underarter finns listade i Catalogue of Life.